# 澳門葡京酒店
澳門葡京酒店（葡萄牙語：Hotel Lisboa Macau）是位於澳門南灣友誼大馬路西南端的一間賭場酒店，酒店正門向著嘉樂庇總督大橋，由澳門旅遊娛樂股份有限公司所持有，並與富利達國際酒店集團管理營運。酒店設有四間賭場及一間角子機娛樂場，由澳門博彩股份有限公司所營運及管理。
葡京酒店由建築師甘銘（Eric Byron Cumine）和梁達民（Liang Tat Man）負責，於1970年6月11日落成啟用，當時為澳門最大的酒店，亦是澳門首間五星級酒店。

## 擴建工程
葡京酒店1970年開幕初期僅有東座（舊翼）圓形、附翼酒店建築物及當時只有兩層高平頂葡京娛樂場賭場建築物。隨著旅遊及博彩業發展，酒店作出多次擴建改建工程，主要包括：
- 70年代末擴建面向賈羅布大馬路酒店附翼（現稱為新翼）；
- 80年代起擴建包括：於原賭場加建三層及頂部建築裝飾、興建西座酒店大樓（包括：另一幢圓形及附翼酒店平頂建築物）、擴建面向友誼大馬路舊翼附翼基座等；
- 90年代起擴建包括：重建及擴建西座（新翼）圓形及附翼酒店建築物於頂部加層建築裝飾、重建及擴建葡京娛樂場側誠興銀行附翼等；
- 千禧年代起擴建包括：將多間餐廳、酒樓、歌舞廳、部分酒店房間改建為水晶宮娛樂場、蒙羅麗莎娛樂場、名門天下娛樂場、新建貴賓賭廳及聚寶庫角子機娛樂場等，最新擴建工程為重建酒店泳池。
- 2009年原計劃進行重建工程，預計2012年完工。但最後工程擱置。

## 建築特色
葡京酒店經過三十多年不斷擴建之後，現由三幢啡黃與白色相間相連建築物組成，包括：東座（舊翼）、西座（新翼）兩幢酒店大樓，其主建築為一個圓筒型的葡萄牙風格建築物，遠看形狀像一個鳥籠，另東、西座各有一附翼大樓與圓形主建築物彼此相連。葡京娛樂場則位處酒店正門左側，為一座5層高圓形建築物。2002年起整幢酒店外牆加設大型變色燈飾及霓虹燈招牌，舊翼附翼面向友誼大馬路一邊頂層設有大型屏幕，入夜時分從對岸的氹仔亦可清晰看到其發出的光線。

### 風水
外間對於葡京酒店的整體建築的評價大多都與風水學說拉上關係，包括： 
- 酒店大樓外型：鳥籠式外型（有指寓意困著入場賭客有如籠中鳥般插翅難飛）；從澳氹大橋上望葡京酒店的側面，就像一艘大船，「鳥籠」後面的一支圓柱，就像蒸汽船上的煙囪。（有指寓意賭客進門猶如乘搭大船，命運被操縱在「船長」的手中了）
- 東、西座及賭場頂部設計：有很多小球及一些大球有如明珠之上西洋劍萬箭穿心（有指寓意賭徒進門必有所失，莊家永遠是大贏家）另頂層有很多類似鐮刀狀的利器，刺向四面八方（有指寓意賭客任人宰割）。
- 酒店大門設計：蝙蝠張牙舞爪的「蝠鼠吊金錢」（有指寓意蝙蝠吸血，吸盡賭客錢財）及獅虎口造型的正門（獅虎口造型門口加上門前就是的士站，賭客由正門進入猶如「送羊入虎口」掉進獅子、老虎的口裡，對賭客心理構成威脅，故職業賭徒多以側門出入）；進入大門處的道路，不是普通平路，而是輕微傾斜向內的（有指寓意「納入」，不讓由蝠鼠所釣到的金錢流失出去）
- 酒店大堂天花設計：壁畫上描繪著葡式大帆船遇上風浪（有指寓意賭徒入內有如遭逢風浪一樣；又華人認為當年葡萄牙來華實乃殖民掠奪，故其船為「海賊船」，進場者必被劫掠）。整個大堂地面的八卦圖案（有指八卦陣寓意陣主生萬物，化戾氣，招財進寶）
- 90年代西座重建及擴建；逾廿層西座（有指化解隔鄰中國銀行澳門分行之煞氣，其形似手掌或陽具，有中資掌握澳門賭業之意及對應葡京娛樂場有如女陰之外型）
- 90年代西座加設巴黎瘋狂豔舞團招牌（有指化解隔鄰嘉思欄行車天橋之煞氣）
- 從未間斷的裝修工程（取其「莊收」之諧音）
- 酒店外牆之圓鏡（有指化解隔鄰永利澳門渡假村外巨型顯示屏之煞氣）

### 場內特色
娛樂場門口有一個由澳門旅遊娛樂有限公司創辦人之一葉漢先生題字告示牌，分別以中、英、葡三語書寫「賭博無必勝，輕注可怡情，閒時來玩耍，保持娛樂性。」標語，亦為賭場的特色之一。

## 交通配套

### 自設交通
葡京酒店設有來往酒店與口岸的接駁專巴服務。接駁專巴服務設有以下2條路線：
1. 葡京酒店 ↔ 海立方 ↔ 關閘
2. 葡京酒店 ↔ 外港客運碼頭

### 公共巴士
M68 葡京路（Av. Lisboa）
路線：9、9A

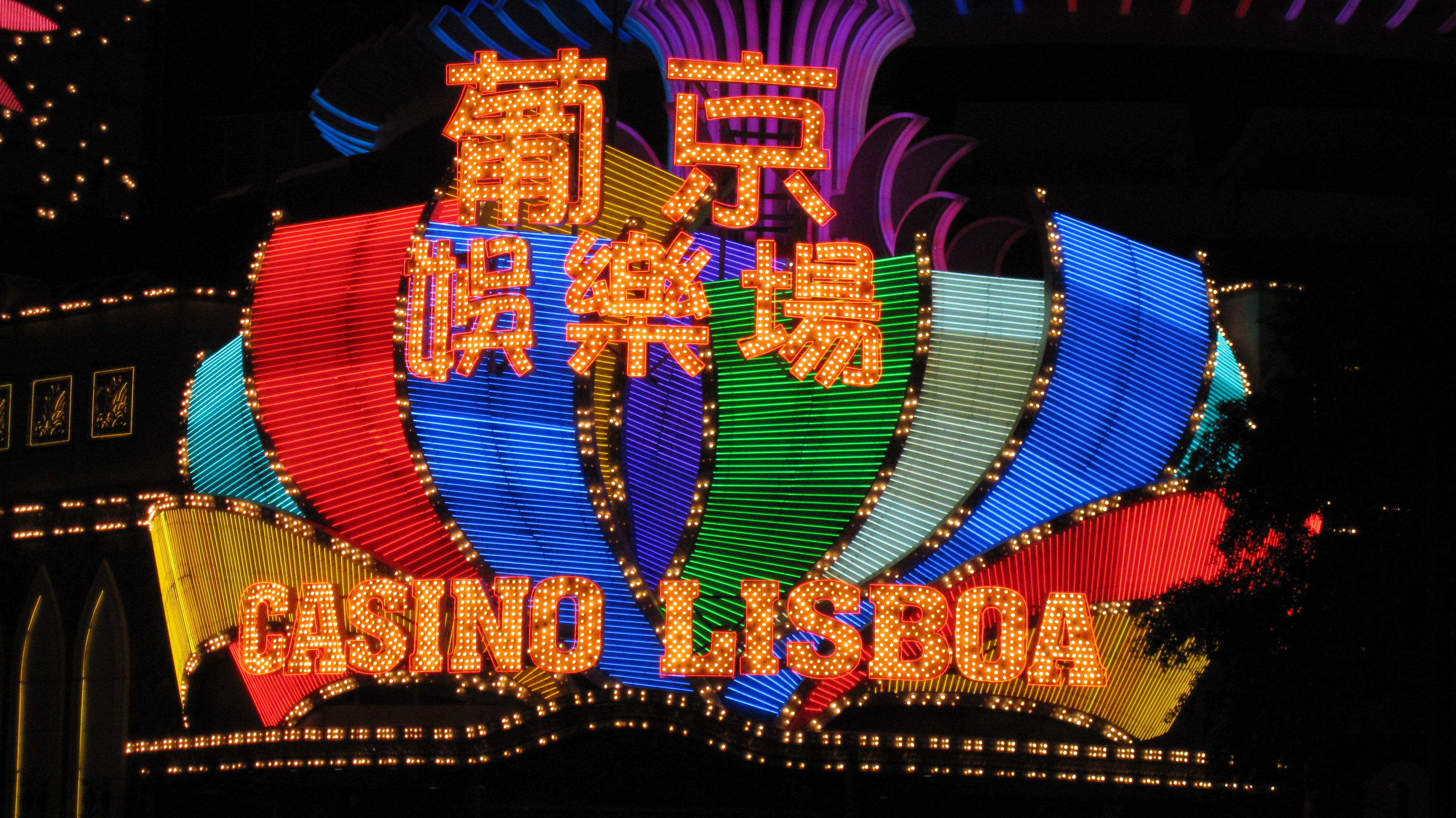
葡京娛樂場的霓虹燈燈飾

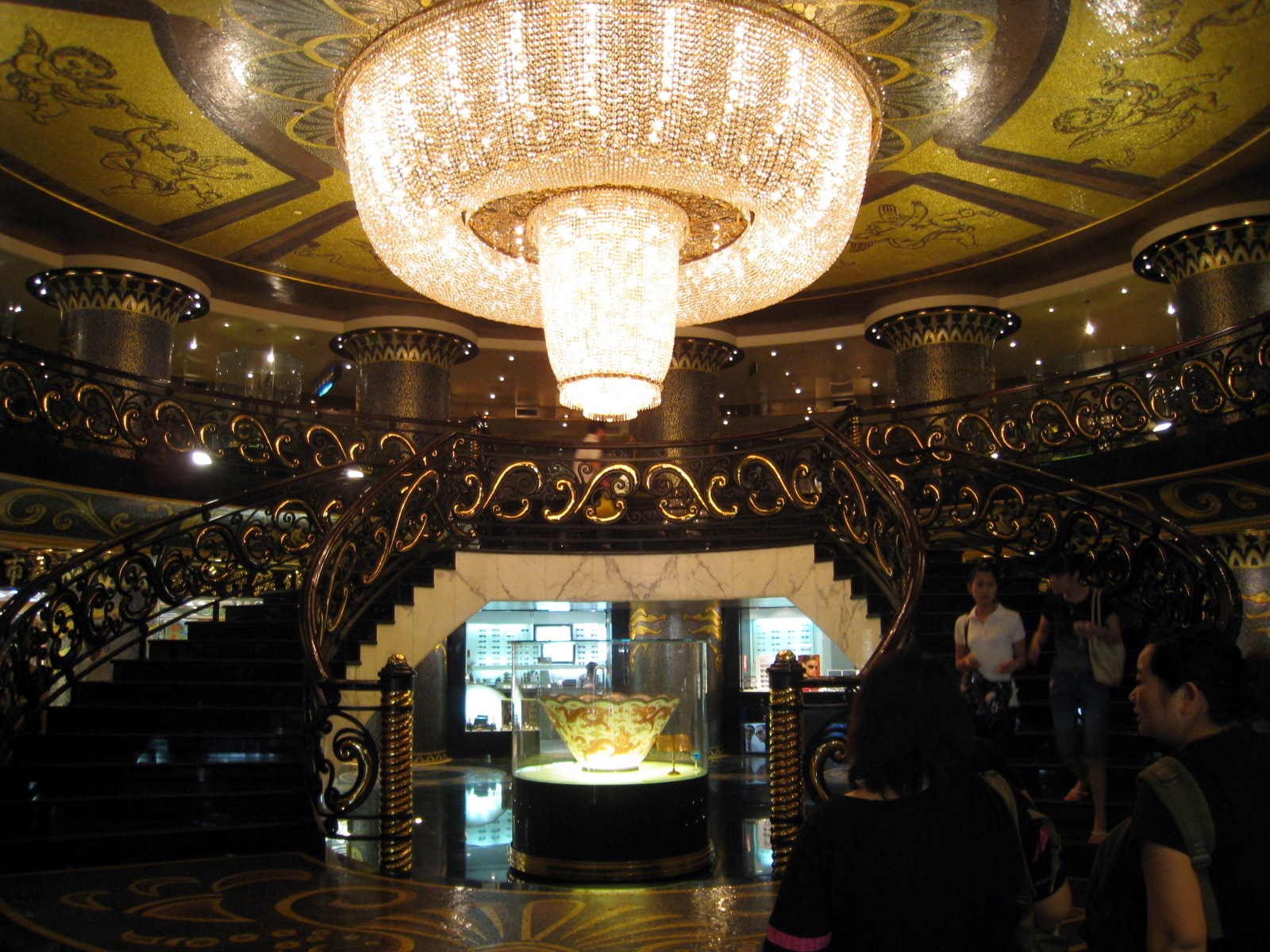
葡京酒店大堂

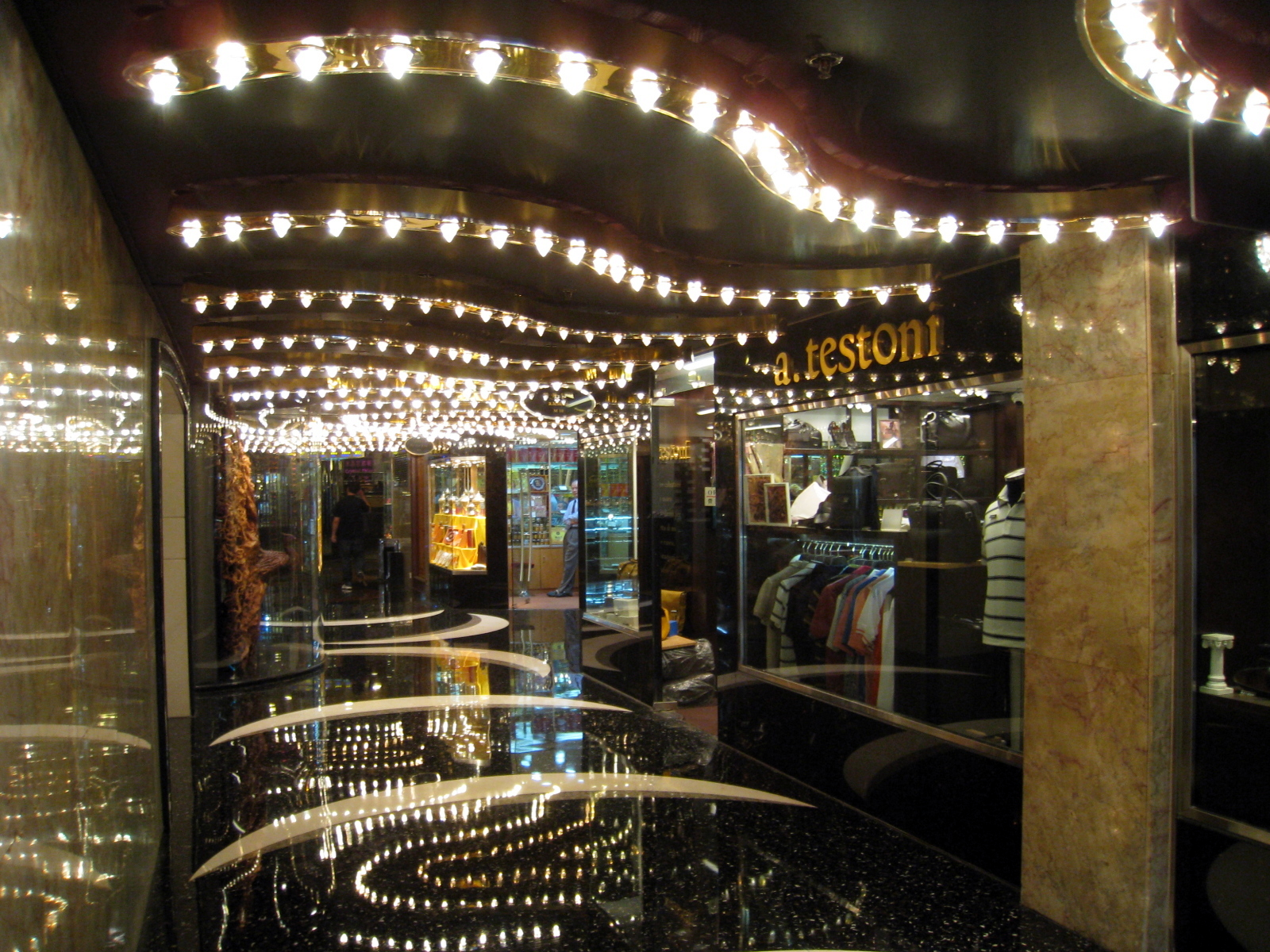
葡京酒店購物廊

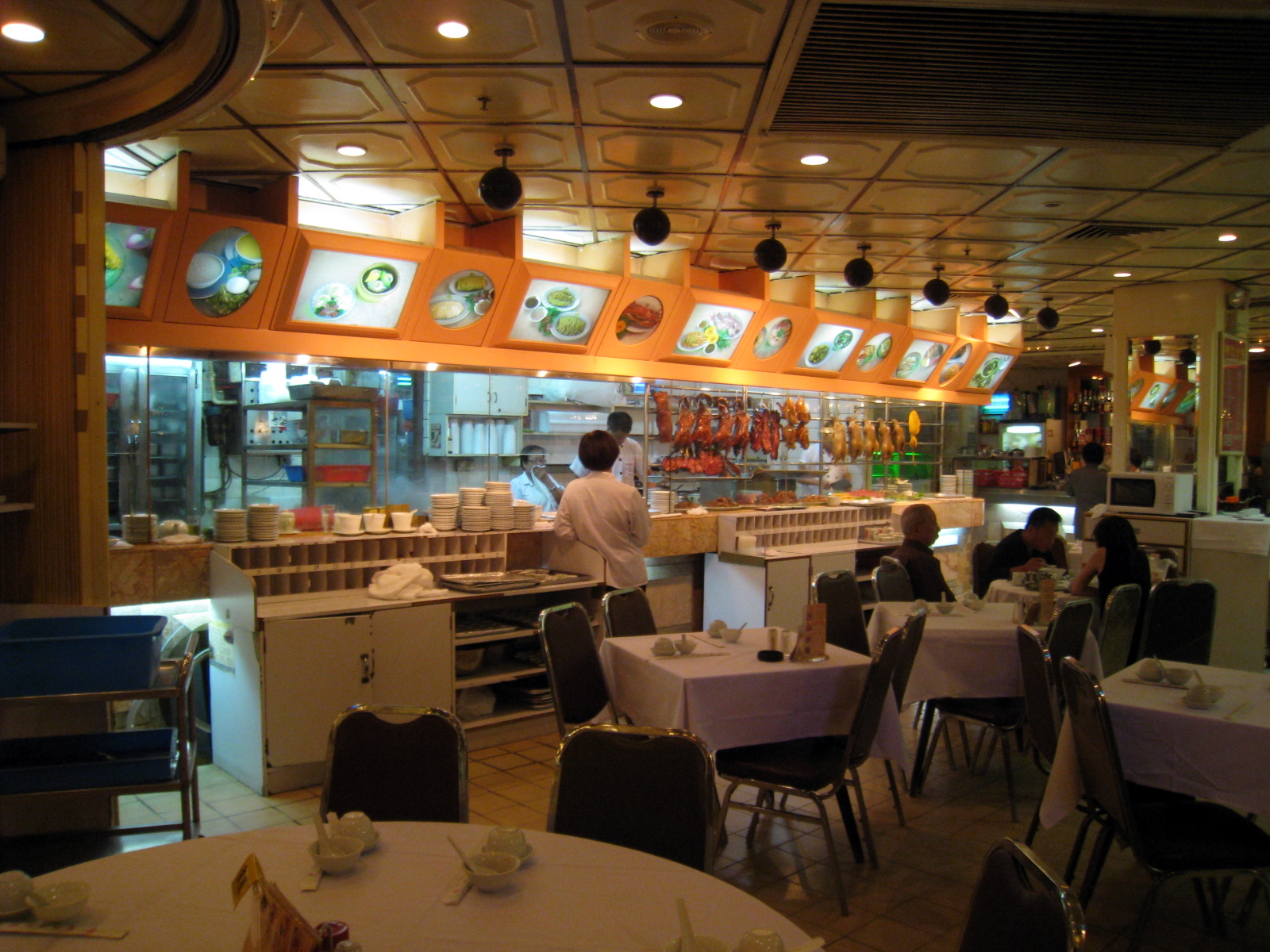
購物廊內的食肆

M69 葡京酒店（Hotel Lisboa）
路線：3、3A、5X、6B、7、8、10、10B、12、23、32、102X、H1、N1B、N2
M163 賈羅布／葡京（Lopo S. Carvalho / Hotel Lisboa）
路線：28B、28C、29
M172 亞馬喇前地（Praça Ferreira Amaral）
路線：2A、2AS、3A、3AX、3X、6B、7、8A、9、9A、11、21A、22、23、25、25AX、25B、26A、28A、29、32、33、39、50、50B、52、71、73、101X、H1、MT1、MT2、MT5、N1A、N1B、N2、N3、N5

## 性產業
自1970年代起，酒店商場一段長達50米的環形迴廊開始出現大量流鶯遊蕩徘徊招攬生意，猶如賽馬場內出賽前的馬匹在沙圈踱步讓賭客觀察下注，因而被謔稱為「葡京沙圈」。2015年1月，澳門司警發動掃黃行動搗破葡京沙圈，拘捕涉嫌為賣淫集團主腦的何鴻燊姪兒、葡京酒店時任行政董事何猷倫及時任酒店經理王巧遇。經此一役，擁有四十多年歷史的葡京沙圈遭受重創，自此正式宣告瓦解，商場迴廊內的流鶯就此絕跡。

## 附注
1. ↑  音譯名

## 外部連結
- 澳門葡京酒店